# Charlie Davies
Charles Desmond "Charlie" Davies (nascut a Manchester, Nou Hampshire, el 25 de juny del 1986) és un futbolista estatunidenc que actualment juga de davanter al Sochaux de la Ligue 1 francesa. Davies, també juga per la selecció dels Estats Units des del 2007. A l'estiu del 2009 va ser subcampió amb el seu país de la Copa Confederacions realitzada a Sud-àfrica i on va anotar un gol.